# Gabriela Rivadeneira
Gabriela Rivadeneira Burbano, née le 25 juillet 1983 à Quito est une femme politique équatorienne. Maire adjointe d'Otavalo de 2004 à 2008, vice-préfète (2009-2011) puis gouverneure (2011-2012) de la province d'Imbabura, elle est élue députée lors des élections générales équatoriennes de 2013. Elle est présidente de l'Assemblée nationale de 2013 à 2017.

## Biographie
D'abord affiliée au mouvement Pachakutik, mouvement pro-indigènes proche de la Confédération des nationalités indigènes de l'Équateur (CONAIE), elle s'en sépare en 2006 aux côtés d'Alberto Conejo, maire d'Otavalo, pour fonder le mouvement Minga intercultural, affilié depuis au rassemblement Alianza País de Rafael Correa. C'est sous les couleurs de ce rassemblement qu'elle est élue vice-préfète d'Imbabura en 2009, puis nommée gouverneuse de la même province en 2011 et enfin élue députée en 2013. Parmi tous les candidats d'Alianza País, c'est elle qui obtient le plus grand nombre de voix. Le 14 mai 2013, elle est élue présidente de l'Assemblée nationale. Cible d'une tentative d'attentat au colis piégé en février 2017, elle est réélue députée lors des élections législatives de 2017, à la suite desquelles José Serrano Salgado (es) lui succède comme président de l'Assemblée nationale. Gabriela Rivadeneira devient quant à elle le 1er mai 2017 secrétaire nationale exécutive du mouvement Alianza País, succédant à Doris Soliz.
En octobre 2019, elle obtient l'asile politique au Mexique à la suite d'une série d’arrestations visant des représentants de l'opposition au régime de Lenin Moreno.